# Mecysmauchenius canan
Mecysmauchenius canan är en spindelart som beskrevs av Forster och Norman I. Platnick 1984. Mecysmauchenius canan ingår i släktet Mecysmauchenius och familjen Mecysmaucheniidae. Inga underarter finns listade i Catalogue of Life.